# EB 115C
Die offenen Güterwagen nach Musterblatt 115C in Ganzstahlbauweise wurden von den Belgischen Staatsbahnen (Chemins de fer de l’État belge, abgekürzt EB, auch L’État belge) 1919 konstruiert und überwiegend für den Transport von Kohle verwendet.

## Geschichte
Zwischen 1919 und 1925 entstanden bei Ateliers Germain und anderen Wagenbauanstalten insgesamt 7930 Exemplare dieser zweiachsigen Stahlgüterwagen mit 20 t Ladegewicht und Bremserhaus. Sie waren eine Weiterentwicklung der ab 1911 gebauten Baureihen nach Musterblatt 115A und Musterblatt 115B.
Diese Bauart war die letzte Neuentwicklung eines offenen Güterwagen der Chemins de fer de l’État belge bevor diese 1926 in der neu gegründeten Société nationale des chemins de fer belges (SNCB) aufgingen. Die meisten Wagen bekamen 1956 neue Nummern und sehr viele existierten auch noch bei der Einführung von UIC-Wagennummern Mitte der 1960er Jahre. In den Inventarlisten von 1980 tauchen keine Wagen dieser Bauart mehr auf.
Die Wagen waren ursprünglich bronzebraun gestrichen und hatten eine weiße Beschriftung. Bei der SNCB bekamen sie später die dann übliche grüne Farbgebung.

## Nummerierung
| Nummern                                     | Nummernbereich ab 1956             | UIC-Nummernbereich ab 1965           |
| ------------------------------------------- | ---------------------------------- | ------------------------------------ |
| 122526–125000, 125011–127535, 170001–172930 | 1152000–1155999*, 2252000–2255999* | 20885204000–5999*, 20885211000–2999* |
| * Nicht alle Nummern waren belegt.          |                                    |                                      |